# Khajuraho
Khajuraho (Hindi: खजुराहो) is een plaats in het noorden van de Indiase deelstaat Madhya Pradesh. De plaats is gelegen in het district Chhatarpur en heeft 19.282 inwoners (2001). De plaats ligt op ongeveer 283 m hoogte.
Khajuraho is vooral bekend geworden wegens de vele tempels met erotische afbeeldingen en beeldhouwwerken uit de Kamasutra.
Deze tempels staan op de Werelderfgoedlijst van UNESCO.

## Geschiedenis
In het verleden was Khajuraho een enorme stad, nu beslaan de pittoreske ruïnes een oppervlakte van ongeveer 14 vierkante km. Khajuraho-tempels werden gebouwd tijdens de Chandeladynastie (een dynastie uit de Indische Middeleeuwen), die regeerde in 850-1150. De stad was hun culturele en religieuze hoofdstad. De meeste tempels werden gebouwd tussen 950 en 1100.
Van de 85 tempels zijn er slechts 20 bewaard gebleven, die drie groepen vormen en behoren tot twee verschillende religies - hindoeïsme en jaïnisme, wat een organische combinatie tussen architecturale vormen en beeldhouwkunst aantoont. Seculiere gebouwen in Khajuraho zijn niet bewaard gebleven. De tempels van Khajuraho behouden een stilistische overeenkomst met de tempels van het noordelijke, Indo-Arische type. Tegelijkertijd hebben ze functies in compositie, interieur, plastic decoratie. De Noord-Indiase Nagara-stijl die hier wordt gepresenteerd, wordt gekenmerkt door drie elementen: een vierkant heiligdom (sanctum sanctorum), een of twee rijen transepten en een shikhara die de tempel bekroont.
De tempels werden in de periode 950 - 1050 gebouwd. Khajuraho was destijds de hoofdstad van het Chandellarijk.
De oorspronkelijke 80 tempels werden door een muur omgeven. Rond de 12e eeuw verplaatste het zwaartepunt van het rijk zich naar de stad Mahoba.
Uiteindelijk zou de stad verlaten en vergeten worden. De stad raakte overwoekerd. In de 19e eeuw werd Khajuraho herontdekt. Doordat de tempels eeuwenlang verborgen bleven zijn deze nooit vernietigd. Op dit moment zijn 22 tempels in een redelijke staat.

## Demografie
Volgens de Indiase volkstelling van 2001 wonen er 19.282 mensen in Khajuraho, waarvan 52% mannelijk en 48% vrouwelijk is. De plaats heeft een alfabetiseringsgraad van 53%. Khajuraho is makkelijk bereikbaar met het vliegtuig vanaf Delhi en met de trein. Het centrum van Khajuraho bevat winkels en restaurants.

## Werelderfgoed: de tempels
De monumentengoep bij Khajuraho staan sinds 1986 op de werelderfgoedlijst van UNESCO. De tempels zijn vooral bekend vanwege de vele erotische beelden die aan de gevels geplaatst zijn. Ook in de tempels zijn sporadisch dit soort afbeeldingen te vinden, maar deze springen wat minder in het oog. De erotische beelden vormen slechts een klein deel van de vele beelden en symbolen.
Wellicht wordt hierbij Tantrische seks uitgebeeld. Het zijn waarschijnlijk wel mensen die afgebeeld staan en geen goden. De reden dat de beelden hier staan is echter niet duidelijk.
De meest bekende tempels zijn:
- De Kandariya Mahadevatempel
- De Lakshmanatempel
- De Devi Jagadambitempel

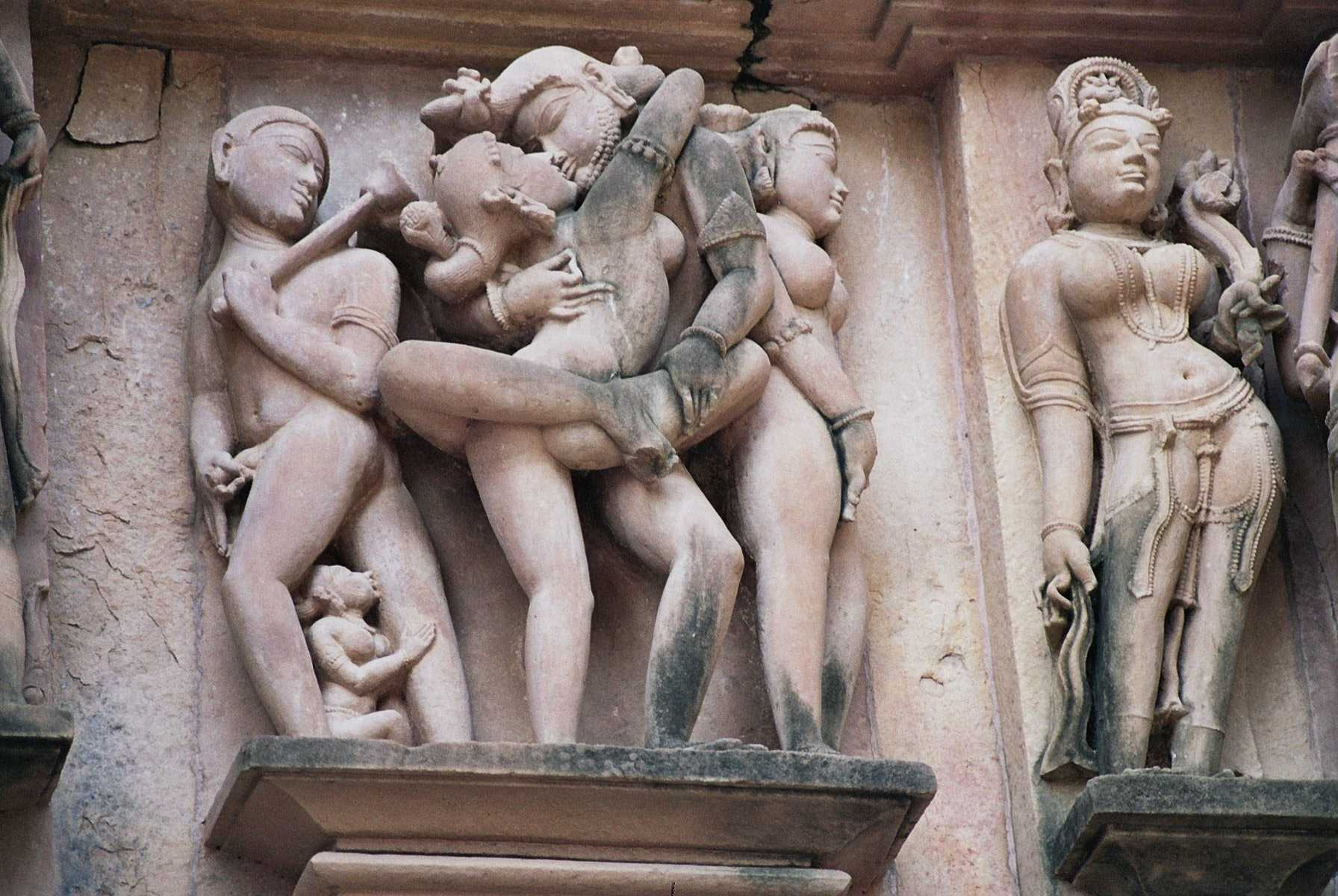
Erotische beelden op een van de tempels
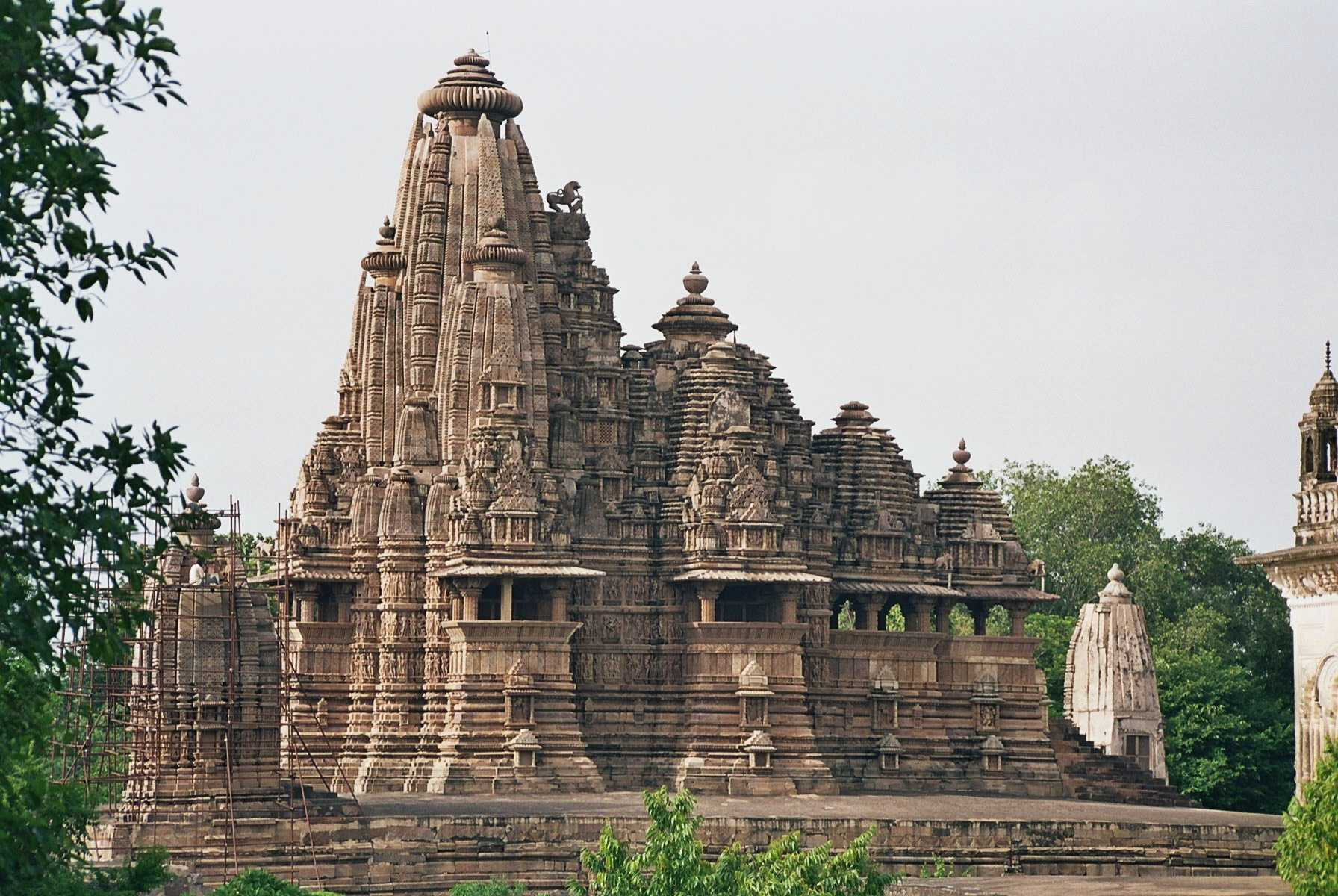
Kandariya Mahadeotempel

## Trivia
- Khajuraho betekent Dadelpalm in het Hindi.
- In de 14e eeuw bezocht Ibn Battuta de stad.
- Nadat India in 1947 onafhankelijk was geworden bestond het plan om de tempels vol te storten met beton om op die manier de erotische taferelen te verbergen.